# Lazzaro Pantaleo Murassana
Lazzaro Pantaleo Murassana, o Pantaleo Grimaldo Morazzana (Genova, 1554 – ...), è stato un poeta italiano.

## Biografia
Lazzaro Pantaleo apparteneva ad una famiglia genovese di piccola nobiltà, i Murassana, legata all'albergo Grimaldi. Fu costretto a lasciare il capoluogo ligure a causa dei comportamenti del padre, che causarono la rovina della famiglia. Riparatosi a Savona, si sposa con Caterina Ghigliazza e nella città ponentina gestisce una taverna. Nonostante il declino subito dalla sua famiglia, si legò all'aristocrazia locale ed ebbe contatti con il poeta e drammaturgo Gabriello Chiabrera. 
A Savona il Murassana si fece conoscere per i suoi componimenti poetici, generalmente comico-realistici, che vertevano soprattutto sugli avvenimenti cittadini. Dedicò anche alcune poesie al Chiabrera.
Si hanno sue notizie nella città di Savona sino al 1619.
Nel corso del XIX secolo gli vennero attribuite alcune poesie legate a Savona, tra cui una in cui si esaltava Cristoforo Colombo come esimio cittadino della città ponentina, quasi sicuramente apocrife.

## Opere
- Canzoniere
- Compendio della città di Savona
- A ra S.ra Dorotea Spìnnora Gentì
- Randa in cinquinna sorva ra bella Fiandorinna cortexanna napolitanna
- A Gabriè Chiabrera